# Едо Марион
Едвард Едо Марион (Љубљана, 12. април 1910 — Бостон, 1. децембар 2002) бивши је, југословенски мачевалачки репрезентативац који се такмичио у борбама са флоеретом и сабљом. Такмичио се за Југославију у обе дисциплинеу на Летњим олимпијским играма 1936. у Берлину.
Мачевањем се почео бавити са 16 година 1926. у Љубљани, а тренер му је био Рудолф Цветић, који је на Олимпијским играма 1912. освојио сребрну медаљу у такмичећи се за Аустрију.
У Љубљани је студирао инжењерство и радио као асистент професора, пре него што је прешао у Рим због студирања за инжењера аеронаутике. У Риму је и докторирао 1942, али је био ухапшен због одбијања да помогне немачком ваздухоплобном програму. Године 1944. Марион и остали Југословени побегли су у Југославију, где су се придружио 18. славонској ударној бригади у борби протин окупатора.
После рата емигрирао се у Сједињене Америчке Државе, населивши се у Бостону, где је брзо постао Харвардски тренер за мачевање, где се задржао 24. године, све до 1976. године.

## Резултати Еде Мариона на Летњим олимпијским играма у Берлину
На Олимпијским играма 1936. учествовао у појединачној и екипној конкуренцији такмичења у флорету. Екипу Југославије у флорету сачињавали су: Бранимир Третињак, Едо Марион, Мирко Коршич, Маријан Пенгов. Александар Николић и Владимир Мажуранић. Учествовао је и у борби сабљом у екипној конкуренцији.

### Флорет појединачно
У првом колу такмичио се у групи 8 са 7 такмичара.
Резултати 8. групе, флорет појединачно
| Противник          | Земља      | Резултат |
| ------------------ | ---------- | -------- |
| Ђоакино Гуарења    | Француска  | 1 : 5    |
| Николаос Манолесос | { Грчка    | 2 : 5    |
| Ремон Бру          | Белгија    | 5 : 3    |
| Шарл Отис          | Швајцарска | 5 : 3    |
| Анвар Тауфик       | Египат     | 5 : 3    |

На табели 8. групе Едо Марион је заузео 4. место, па се пласирао за даље такмичење:
| Место | ПОБ | ПОР | ТД | ТП |
| 4.    | 3   | 2   | 18 | 19 |
| ----- | --- | --- | -- | -- |

У другом колу такмичио се у групи 4 са 6 такмичара.
Резултати 4 групе флорет појединачно
| Противник     | Земља      | Резултат |
| ------------- | ---------- | -------- |
| Роберто Лараз | Аргентина  | 2 : 5    |
| Шарл Отис     | Швајцарска | 2 : 5    |
| Анвар Тауфик  | Египат     | 2 : 5    |

На табели 4. групе Едо Марион је заузео 5. место и није се пласирао за даље такмичењи:
| Место | ПОБ | ПОР | ТД | ТП |
| 5.    | 0   | 3   | 4  | 15 |
| ----- | --- | --- | -- | -- |

### Флорет екипно
У првом колу у групи 2 Југославија се борила са Бразилом и САД. Пошто су и САД и Југославија победиле Бразил, (9 : 7) међусобоно нису играле, јер су се обе клавификовале за четвртфинале.
Мечеви Еде Мариона против Бразила у 1. колу
| Противник            | Резултат |
| -------------------- | -------- |
| Фердинандо Алесандри | 1 : 5    |
| Рикардо Вањоти       | 3 : 5    |
| Енио де Оливеира     | 5 : 2    |
|                      | 5 : 1    |

Резултати 2 групе квалификација флорет екипно
| Место | Земља       | ПОБ | ПОР | ТД | ТП |
| 2.    | Југославија | 1   | 0   | 9  | 7  |
| ----- | ----------- | --- | --- | -- | -- |

У четвртфиналу Јуфославија је била у трећиј групи са Француском и Мађарском. Изгубила је оба меча и испали из даљег такмичења. Француска : Југославија 9 : 1, Мађарска : Србија 14 :2
| Противник     | Резултат      |
| ------------- | ------------- |
| Жак Кутро     | 3 : 5         |
| Рене Бонду    | 5 : 4         |
| Рене Буњол    | 1 : 5         |
| Едвард Гардер | : Није одржан |

| Противник      | Резултат |
| -------------- | -------- |
| Аладар Геревич | 3 : 5    |
| Антал Зирци    | 2 : 5    |
| Јожеф Хатсеги  | 4 : 5    |
| Ото Хатсеги    | 1 : 5    |

## Сабља екипно
Југославија је била у групи 7 са САД, Турском и Швајцарском. После пораза од Турске (9:7) и Швајцарске (9:7), Југославија је испала из такмичења. Марион се такмичио само против Турске.
Мечеви Еде Мариона у групи против Турске
| Противник                | Резултат |
| ------------------------ | -------- |
| Абдул Халим Такмакчиоглу | 3 : 5    |
| Џихад Тегин              | 1 : 5    |
| Енвер Бајкан             | 3 : 5    |
| Орхан Адаш               | 3 : 5    |

Резултати 7 групе квалификација савља екипно
| Место | Земља       | ПОБ | ПОР | ТД | ТП |
| 4.    | Југославија | 0   | 2   | 14 | 18 |
| ----- | ----------- | --- | --- | -- | -- |